# بيتر شتاينر (موسيقي)
بيتر شتاينر هو موسيقي سويسري، ولد في 22 يناير 1917، وتوفي في 12 نوفمبر 2007 في Walenstadt ‏ في سويسرا.

## وصلات خارجية
- بيتر شتاينر على موقع IMDb (الإنجليزية)
- بيتر شتاينر على موقع ميوزك برينز (الإنجليزية)
- بيتر شتاينر على موقع ديسكوغز (الإنجليزية)